# Neottia oblata
Neottia oblata là một loài thực vật có hoa trong họ Lan. Loài này được (S.C.Chen) Szlach. mô tả khoa học đầu tiên năm 1995.